# The Madden Brothers

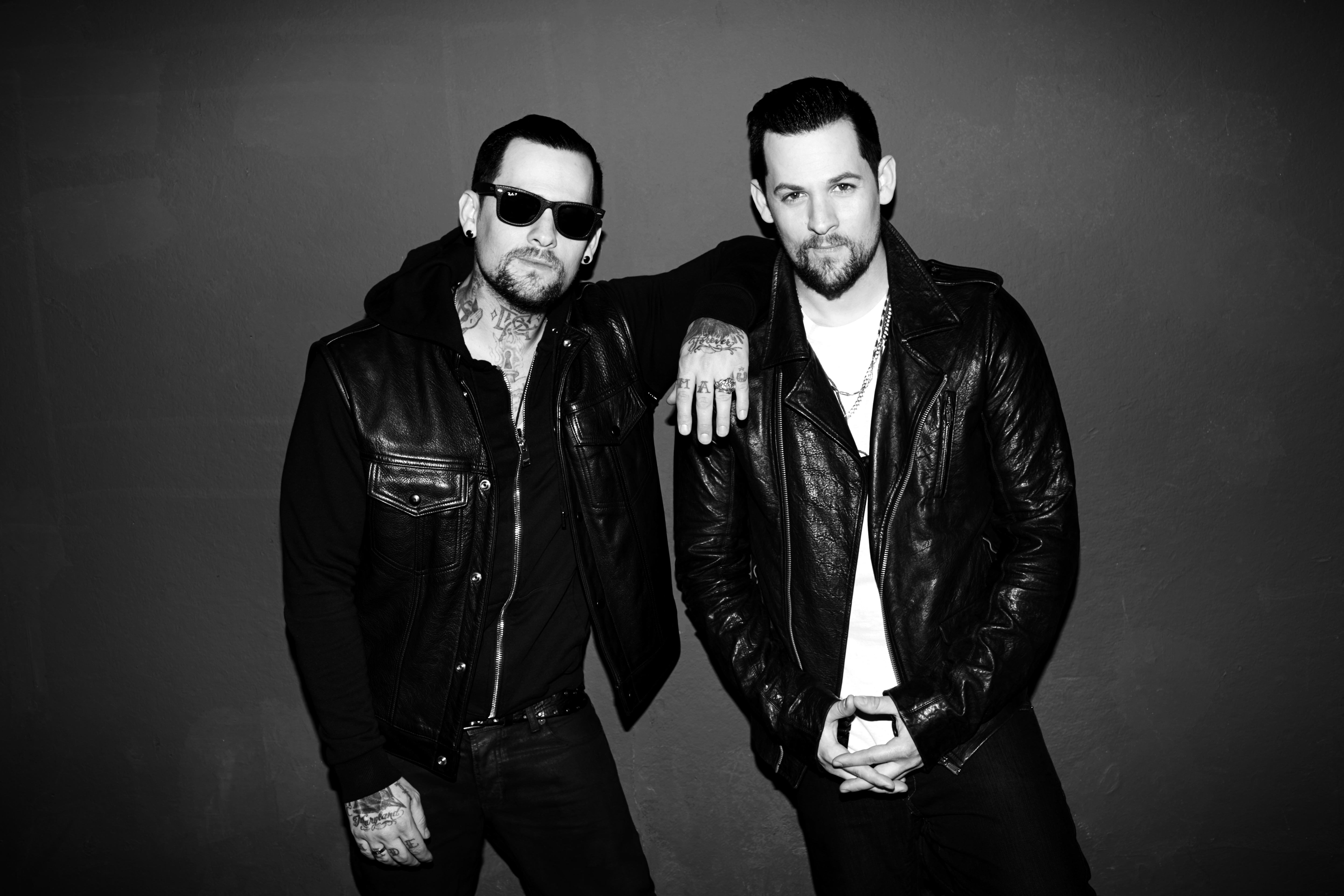
Joel und Benji Madden (Juni 2014)

Die Madden Brothers sind ein US-amerikanisches Rockduo bestehend aus den Brüdern Joel und Benji Madden. Beide sind auch bekannt als Mitglieder der Band Good Charlotte.

## Bandgeschichte
Die Zwillinge Joel und Benji Madden bekamen erstmals 2011 die Idee, sich musikalisch abseits des Punkrocks ihrer Band Good Charlotte zu betätigen. Ergebnis war das Mixtape Before, Volume 1, bei dem unter anderem Rapper wie Wiz Khalifa und Machine Gun Kelly beteiligt waren. Ein Jahr später wollten sie mit Pharrell Williams als Produzent ein Album folgen lassen, dies kam aber aus Zeitmangel nicht zustande. Stattdessen unterschrieben sie im Herbst 2013 bei Capitol Records und arbeiteten mit anderen Produzenten an der Musik für ihr Debütalbum.
Im Sommer 2014 waren die Madden-Brüder als Coaches der Castingshow The Voice Kids in Australien engagiert. Im Rahmen dieser Sendung stellten sie Anfang Juli ihre gemeinsame Debütsingle We Are Done vor, die anschließend ein Nummer-eins-Hit in Australien und Neuseeland wurde. Die Veröffentlichung in den USA brachte allerdings keine Platzierung in den offiziellen Charts. Mit dem folgenden Debütalbum Greetings from California konnten sie im September in Australien und Neuseeland noch einmal Platz 1 bzw. zwei erreichen. In den Billboard 200 in den USA erreichten sie immerhin Platz 57.

## Mitglieder
- Joel Reuben Madden (* 11. März 1979)
- Benjamin Levi Madden (* 11. März 1979)

## Diskografie
Alben
- Before, Volume 1 (Mixtape, 2011)
- Greetings from California (2014)

Lieder
- Let the World Be Still (2012)
- We Are Done (2014)
- Dear Jane (2014)